# Mari (Libano)
Mari è un centro abitato e comune (municipalité) del Libano situato nel distretto di Hasbaya, governatorato di Nabatiye.